# Stauchitz
Stauchitz è un comune di 3.388 abitanti della Sassonia, in Germania.
Appartiene al circondario (Landkreis) di Meißen (targa MEI).